# 1776 год в науке
В 1776 году произошли различные научные и технологические события, некоторые из которых представлены ниже.

## События
- 1776—1779 — третья экспедиция Кука в Австралию и Полинезию.
- После выхода в свет книги Адама Смита «Исследование о природе и причинах богатства народов», другое её название «Богатство народов», экономика выделяется как самостоятельная наука.
- Была доказана теорема Мёнье.

## Родились
- 1 апреля — Софи Жермен, французский математик и механик.
- 9 августа — Амедео Авогадро, граф, итальянский учёный, физик и химик, автор закона Авогадро (ум. 1856).
- 13 октября — Питер Барлоу, английский физик и математик.

## Скончались
- 24 марта — Джон Гаррисон, английский изобретатель-часовщик (род. 1693).
- 25 августа — Дэвид Юм, шотландский философ (род. 1711).
- 17 ноября — Джеймс Фергусон, шотландский астроном и создатель приборов XVIII века (род. 1710).